# Алфёров, Владимир Иванович
Влади́мир Ива́нович Алфёров (1904—1995) — заместитель главного конструктора Конструкторского бюро № 11 («КБ-11») Приволжской конторы «Главгорстроя» («Арзамас-16», ныне — ВНИИЭФ) Министерства среднего машиностроения СССР, контр-адмирал. Герой Социалистического Труда.

## Биография
Родился 15 (28) июля 1904 года в городе Ростове-на-Дону.
В 13-летнем возрасте начал трудовую деятельность помощником киномеханика, затем курьером на предприятиях Петрограда. В 1922 году окончил сельскохозяйственный техникум в деревне Беседа Ястребинской волости Петроградской губернии.
В Военно-Морском Флоте с 1922 года. В 1927 году окончил Высшее военно-морское училище имени М. В. Фрунзе в Ленинграде. До 1930 года проходил службу на Черноморском флоте, в городе русской воинской славы Севастополе: командир торпедного катера, лётчик-наблюдатель, инструктор. В 1931 году окончил Высшие специальные курсы командного состава Военно-Морских Сил Красной Армии в Ленинграде и до 1936 года был преподавателем на этих курсах. После этого работал начальником отдела, заместителем начальника Научно-исследовательского минно-торпедного института Военно-Морских Сил Красной Армии в Ленинграде.
В 1938 году В. И. Алфёров — директор торпедостроительного завода № 175 Народного Комиссариата судостроительной промышленности (НКСП) в городе Большой Токмак Запорожской области Украины. «Ещё будучи капитан-лейтенантом, практиковал доносы на сослуживцев, в результате чего в 1937—1938 гг. некоторые из них были репрессированы».
Во время Великой Отечественной войны Алфёров — директор торпедостроительного завода № 182 НКСП в городе Махачкале (на пике войны — единственное советское предприятие по производству торпед), заместитель начальника 2-го Главного управления НКСП в Москве, начальник Главного управления судостроительных и судоремонтных предприятий Народного Комиссариата Морского Флота «Главморпуть». С 1946 по 1948 годы заместитель начальника научно-технического комитета Военно-Морских Сил (Москва).
Алфёрову принадлежит донос 1947 года, результатом которого было знаменитое «дело четырёх адмиралов», обвинённых Алфёровым в передаче союзникам во время войны материалов по советской торпеде высотного бомбометания «45-36 АВА» и по трофейной немецкой акустической торпеде. Состоявшимся впоследствии судом чести бывший нарком адмирал флота Н. Г. Кузнецов был понижен в звании, адмирал В. А. Алафузов и вице-адмирал Г. А. Степанов были осуждены на десять лет лишения свободы, адмирал Л. М. Галлер — на четыре года. Л. М. Галлер умер в Казанской тюрьме в 1950 году. В 1953 году все они были реабилитированы с восстановлением воинских званий.
В мае 1948 года В. И. Алфёрова назначают одним из заместителей главного конструктора «КБ-11» Приволжской конторы «Главгорстроя». Впоследствии этот объект имел несколько названий, наиболее известное из них — «Арзамас-16», ныне Всероссийский научно-исследовательский институт экспериментальной физики (ВНИИЭФ). Там Алфёрову поручают разработку систем подрыва ядерного заряда.
А 29 августа 1949 года В. И. Алферов стал участником исторического события — испытания первой советской атомной бомбы «РДС-1» на Семипалатинском полигоне (Казахская ССР). Владимир Иванович был ответственным за оснащение изделия «РДС-1» электрооборудованием, подготовку и проверку автоматики и линии подрыва. При его непосредственном участии был осуществлён окончательный монтаж ядерного заряда на полигоне.
С 1950 года В. И. Алфёров становится заместителем начальника «КБ-11» и начинает заниматься организацией серийного производства ядерных боеприпасов. Руководя этим направлением, он продолжал участвовать в разработке новых атомных зарядов, внеся значительный вклад в создание первой водородной бомбы. Без формальной защиты диссертации ему присуждена ученая степень «доктор технических наук».
С 1955 года Алфёров — начальник Главного управления приборостроения Министерства среднего машиностроения СССР. Перед этим министерством в те годы стояла задача в кратчайшие сроки организовать массовый выпуск ядерных боеприпасов и обеспечить военно-стратегический паритет с США в этой области.
В 1962 году постановлением Совета Министров СССР Алфёрову В. И. присвоено воинское звание «контр-адмирал».
С 1964 года В. И. Алфёров — заместитель министра среднего машиностроения СССР.
С 1968 по 1986 годы контр-адмирал Алфёров В. И. работал в Генеральном штабе Вооружённых сил СССР в качестве специального консультанта начальника Главного разведывательного управления генерала армии Ивашутина П. И.
Доносчик на своих боевых товарищей Алфёров жил в Москве, где и скончался 18 января 1995 года.

## Признание
- Указом Президиума Верховного Совета СССР от 29 октября 1949 года «О присвоении звания Героя Социалистического Труда научным, инженерно-техническим и руководящим работникам научно-исследовательских, конструкторских организаций и промышленных предприятий» (с грифом: «Не подлежит опубликованию») «за исключительные заслуги перед государством при выполнении специального задания» Алфёрову Владимиру Ивановичу присвоено звание Героя Социалистического Труда с вручением ордена Ленина и золотой медали «Серп и Молот».
- Награждён пятью орденами Ленина, двумя орденами Красного Знамени, тремя орденами Трудового Красного Знамени, орденом Красной Звезды, медалями.
- Дважды лауреат Сталинской премии (1949, 1953).
- За освоение серийного производства атомных и термоядерных зарядов был удостоен звания лауреата Ленинской премии.